# Sefer Hamitzvot leRambam
Le Livre des commandements de Maïmonide (hébreu : ספר המצוות לרמב"ם Sefer Hamitzvot le Rambam) est un comput des prescriptions de la Torah, qui totalise 613 mitzvot comme le veut la tradition rabbinique.
Originellement écrit au XIIe siècle en judéo-arabe et paru sous le titre de "Kitab al-Farai'd", il fut traduit par le rabbin provençal Moïse ibn Tibbon, et imprimé pour la première fois en 1497. Une nouvelle traduction a été réalisée au XXe siècle à partir de l'original par Yosseph Qaffah.

## Prémices
Dans cette œuvre, Moïse Maïmonide établit le comput des 613 mitzvot, qu'il subdivise en 248 prescriptions positives (« une pour chaque membre du corps ») et 365 négatives (« une pour chaque jour de l'année solaire »). 
Sa méthode de sélection repose sur l'application de quatorze principes, pour lesquels il fournit d'abondantes illustrations par l'exemple:
1. Les prescriptions d'institution rabbinique, comme le Hallel, instituées afin de respecter davantage les prescriptions bibliques ne sont pas comptées.
2. Les prescriptions déduites à partir de l'exégèse des versets, notamment par les 13 principes de Rabbi Ishmaël ne sont pas comptées.  
  - Cette règle exclut par exemple la prescription de révérer les érudits en Torah, car elle est le fruit d'une déduction de Rabbi Akiva à partir de « Tu révéreras l'Éternel, ton Dieu[1]. »
3. Les prescriptions limitées dans le temps ne sont pas comptées.
  - Cette règle exclut la prohibition pour un Lévite âgé de plus de 50 ans de remplir le service dans le Tabernacle (Nombres 8:25).
4. Les prescriptions englobant la Torah dans son ensemble ne sont pas comptées.
  - Cette règle exclut la prescription de "garder tout ce que je vous ai dit" (Exode 23:13).
5. La raison d'une prescription n'est pas comptée comme une prescription en soi.
  - Par exemple, la Torah interdit à une femme d'épouser une seconde fois son premier mari si elle s'était entre-temps mariée à un second mari. Lorsque la Torah ajoute « et n'apporte pas la culpabilité sur la terre, » il s'agit d'une assertion expliquant la prohibition qui la précède. Elle n'est donc pas comptée comme une prescription séparée.
6. Pour un commandement contenant tant des injonctions positives que des injonctions négatives, la composante positive compte pour une prescription positive, tandis que la composante négative compte pour une prescription négative.
  - La Torah prescrit de se reposer à Shabbat et interdit de travailler en ce jour.  Le repos compte comme prescription positive, le travail comme une prescription négative.
7. Les détails d'une prescription, relatifs à la façon de l'appliquer, ne sont pas comptés.
  - La Torah commande à certains pécheurs d'amener « un animal (du bétail) pour l'offrir en sacrifice d'expiation. S'ils n'en ont pas les moyens, ils peuvent apporter deux oiseaux, à la place de ces animaux; et s'ils ne peuvent pas se permettre d'offrir des oiseaux, ils peuvent apporter une offrande de farine en compensation. »  Un riche pécheur doit donc sacrifier un animal, mais un pécheur démuni apporte une fleur de farine. Ce type de sacrifice expiatoire variable en importance (korban oleh veyored) compte pour une seule prescription, bien que contenant trois possibilité différentes, en fonction du niveau économique de l'individu.
8. La négation d'une obligation (shelila, "n'est pas") ne doit pas être traitée comme une prohibition (azhara, "ne fais pas"). Bien qu'évident à première vue, l'ambiguïté est cependant plus importante dans le texte, car lo, le terme hébraïque pour non peut acquérir le sens de shelila aussi bien que d'azhara. 
  - Selon cette règle, l'assertion qu'une servante juive « ne quittera pas [son maître] à la façon des autres esclaves[2] » n'est pas une prescription. La compréhension de lo en tant que shelila signifie que si le maître devait causer un dommage physique à sa servante, comme la perte d'un œil, d'une dent ou d'un membre, il ne peut l'affranchir comme une servante ordinaire, mais doit l'épouser; en tant qu'azhara, la phrase signifierait qu'il est interdit à la servante de quitter son maître, contrairement aux servants ordinaires. Le sens du verset est donc une assertion factuelle, et non une prohibition, et celui-ci ne peut compter  dans les prescriptions négatives.
9. La même instruction, ou prohibition, répétée plusieurs fois ne compte qu'une fois. 
  - La Torah interdit de manger du sang dans sept versets différents (Lev. 3:17, 7:26, etc.), mais cela ne compte que pour une prohibition.
10. Les préliminaires à la réalisation d'un commandement ne sont pas comptés séparément.
  - Il est prescrit aux cohanim d'exposer le pain de présentation sur la Table dans le Tabernacle.  Les détails se rapportant à la façon de cuire le pain (Lev. 24:5-7) ne sont pas comptés.
11. Les différentes modalités de réalisation d'un commandement ne sont comptées pas séparément que si leur combinaison est nécessaire à l'accomplissement de ce commandement.
  - Les quatre espèces de Souccot (etrog, loulav, hadass, 'arava) sont considérées comme étant un commandement et non quatre, ce commandement ne pouvant pas être accompli par une personne s'il n'a pas les quatre espèces.
12. Les actes nécessaires pour accomplir un commandement ne sont pas comptés séparément.
  - L'abattage d'une offrande en holocauste, l'aspersion de son sang, le retrait de la peau de l'animal, etc. ne sont pas comptés séparément. Le commandement porte au contraire sur l'ensemble du processus du sacrifice de l'olah.
13. Une prescription réalisée plusieurs jours n'est comptée qu'une fois.
  - L'offrande supplémentaire (moussaf) lors des sept jours de  Souccot compte pour un seul commandement (bien qu'un nombre différent de vaches doit être offert chaque jour).
14. Chaque forme de punition est comptée comme une prescription positive.
  - La Torah ordonne au tribunal d'appliquer la peine capitale par lapidation à un blasphémateur[3], un adorateur de Moloch[4], et d'autres pécheurs.  Cette punition compte pour un seul commandement, bien qu'apparaissant dans beaucoup de contextes différents.

## Liste desmitzvotselon Maïmonide
Cette liste des 613 prescriptions selon Maïmonide suit l'ordre d'apparition dans son Mishné Torah. Le Sefer HaHinoukh, autre comput souvent consulté, comporte une liste assez similaire, mais les prescriptions figurent selon l'ordre des versets dans la Torah :
1. Savoir qu'il y a un Dieu (Exode 20,2)
2. Ne pas spéculer sur la possibilité d'autres dieux que Lui  (Exode 20,3)
3. Savoir qu'Il Est Un (Deutéronome 6,4)
4. L'aimer  (Deutéronome 6,5)
5. Le craindre  (Deutéronome 10,20)
6. Sanctifier son nom (Lévitique 22,32)
7. Ne pas profaner son nom  (Lévitique 22,32)
8. Ne pas détruire d'objets portant Son Nom  (Deutéronome 12,4)
9. Ecouter les prophètes qui parlent en son nom   (Deutéronome 18,15)
10. Ne pas mettre indûment le prophète à l'épreuve  (Deutéronome 6,16)
11. Imiter Ses voies  (Deutéronome 28,9)
12. S'attacher à ceux qui Le connaissent  (Deutéronome 10,20)
13. Aimer les autres Juifs (Lévitique 19,18)
14. Aimer les convertis (Deutéronome 10,19)
15. Ne pas haïr son prochain juif  (Lévitique 19,17)
16. Rejeter un pécheur  (Lévitique 19,17)
17. Ne pas embarrasser les autres  (Lévitique 19,17)
18. Ne pas opprimer les faibles  (Exode 22,21)
19. Ne pas nuire à autrui par la parole (Lévitique 19,16)
20. Ne pas se venger  (Lévitique 19,18)
21. Ne pas tenir rancune  (Lévitique 19,18)
22. Étudier la Torah (Deutéronome 6,7)
23. Honorer ceux qui enseignent et connaissent la Torah  (Lévitique 19,32)
24. Ne pas s'engager dans l'idolâtrie (Lévitique 19,4)
25. Ne pas suivre les caprices du cœur ou de ce qui s'offre à la vue des yeux  ( 15,39)
26. Ne pas blasphémer  (Exode 22,27)
27. Ne pas honorer des idoles en leur rendant un culte  (Exode 20,5)
28. Ne pas honorer des idoles par les quatre façons que nous honorons Dieu   (Exode 20,5)
29. Ne pas faire une idole pour soi  (Exode 20,4)
30. Ne pas faire une idole pour les autres  (Lévitique 19,4)
31. Ne pas représenter de formes humaines, même dans un but décoratif  (Exode 20,4)
32. Ne pas mener une ville à l'idolâtrie (Exode 23,13)
33. Brûler une ville qui a fini par rendre culte à des idoles  (Deutéronome 13,17)
34. Ne pas la reconstruire comme une ville  (Deutéronome 13,17)
35. Ne pas en tirer de bénéfice  (Deutéronome 13,18)
36. Ne pas détourner par une activité missionnaire un individu vers l'idolâtrie  (Deutéronome 13,12)
37. Ne pas aimer le missionnaire  (Deutéronome 13,9)
38. Ne pas cesser de haïr le missionnaire  (Deutéronome 13,9)
39. Ne pas sauver le missionnaire  (Deutéronome 13,9)
40. Ne rien dire en sa défense  (Deutéronome 13,9)
41. Ne pas se retenir pour l'incriminer  (Deutéronome 13,9)
42. Ne pas prophétiser au nom de l'idolâtrie  (Deutéronome 13,14)
43. Ne pas écouter un faux prophète  (Deutéronome 13,4)
44. Ne pas faussement prophétiser au nom de Dieu  (Deutéronome 18,20)
45. Ne pas craindre de tuer le faux prophète  (Deutéronome 18,22)
46. Ne pas jurer au nom d'une idole  (Exode 23,13)
47. Ne pas pratiquer l'ov (les pratiques médiumniques)   (Lévitique 19,31)
48. Ne pas pratiquer le yidoni (les pratiques magiques)  (Lévitique 19,31)
49. Ne pas livrer son enfant au feu de Moloch (Lévitique 18,21)
50. Ne pas ériger une colonne dans un lieu public de culte  (Deutéronome 16,22)
51. Ne pas s'incliner sur de la pierre lisse  (Lévitique 26,1)
52. Ne pas planter d'arbre dans l'aire du Temple (Deutéronome 16,21)
53. Détruire les idoles et leurs accessoires  (Deutéronome 12,2)
54. Ne pas tirer de bénéfice d'idoles et leurs accessoires  (Deutéronome 7,26)
55. Ne pas tirer bénéfice de l'ornement des idoles  (Deutéronome 7,25)
56. Ne pas établir de contrat avec des idolâtres  (Deutéronome 7,2)
57. Ne pas se montrer bien disposé à leur égard  (Deutéronome 7,2)
58. Ne pas les laisser s'aventurer sur la terre d'Israël (Exode 23,33)
59. Ne pas imiter leurs coutumes ni leur façon de s'habiller  (Lévitique 20,23)
60. Ne pas être superstitieux (Lévitique 19,26)
61. Ne pas entrer en transe afin de prévoir l'avenir, etc.  (Deutéronome 18,10)
62. Ne pas se commettre dans l'astrologie (Lévitique 19,26)
63. Ne pas proférer d'invocations (ou incantations)  (Deutéronome 18,11)
64. Ne pas tenter d'entrer en contact avec les morts  (Deutéronome 18,11)
65. Ne pas consulter les personnes pratiquant l'ov (Deutéronome 18,11)
66. Ne pas consulter les yidoni (Deutéronome 18,11)
67. Ne pas pratiquer de magie (Deutéronome 18,10)
68. Interdiction pour les hommes de se raser les cheveux sur les côtés de la tête (Lévitique 19,27)
69. Ne pas se couper la barbe avec un rasoir (Lévitique 19,27)
70. Ne pas porter de vêtement féminin (pour un homme)  (Deutéronome 22,5)
71. Ne pas porter de vêtement masculin (pour une femme)  (Deutéronome 22,5)
72. Ne pas se tatouer la peau  (Lévitique 19,28)
73. Ne pas se déchirer la chair lors du deuil  (Deutéronome 14,1)
74. Ne pas se faire une tonsure lors du deuil  (Deutéronome 14,1 )
75. Se repentir et confesser ses fautes  (Nombres 5,7)
76. Proclamer le Shema deux fois par jour  (Deutéronome 6,7)
77. Servir le Tout-puissant par des prières quotidiennes (Exode 23,25)
78. Les Kohanim doivent bénir la nation juive quotidiennement  ( 6,23)
79. Porter les tefillin (phylactères) sur la tête   (Deutéronome 6,8)
80. Lier les tefillin au bras   (Deutéronome 6,8)
81. Placer une mezouzah à chaque linteau de porte  (Deutéronome 6,9)
82. Chaque homme (mâle) doit écrire un rouleau de Torah  (Sefer Torah)  (Deutéronome 31,19)
83. Le roi doit avoir un Sefer Torah séparé pour lui-même  (Deutéronome 17,18)
84. Porter des tzitzit aux quatre coins de ses vêtements  (Nombres 15,38)
85. Bénir le Tout-puissant après le repas (Deutéronome 8,10)
86. Circoncire tous les mâles au huitième jour suivant leur naissance  (Lévitique 12,3)
87. Se reposer le septième jour de la semaine (Shabbat) (Exode 23,12)
88. Ne pas faire de travaux interdits le Shabbat (Exode 20,10)
89. La cour ne doit pas infliger de peine le Shabbat (Exode 35,3)
90. Ne pas se promener en dehors des limites de la ville à Shabbat  (Exode 16,29)
91. Sanctifier ce jour par le Kiddoush (à son entrée) et la Havdalah (à sa sortie)  (Exode 20,8)
92. S'abstenir de travaux défendus  (Lévitique 23,32)
93. Ne pas faire de travaux défendus à Yom Kippour (Lévitique 23,32)
94. S'affliger à Yom Kippour  (Lévitique 16,29)
95. Ne pas manger ni boire à Yom Kippour  (Lévitique 23,29)
96. Se reposer le premier jour de la Pâque (Lévitique 23,7)
97. Ne pas réaliser de travaux défendus le premier jour de la Pâque  (Lévitique 23,8)
98. Se reposer le septième jour de la Pâque  (Lévitique 23,8)
99. Ne pas réaliser de travaux défendus le septième jour de la Pâque  (Lévitique 23,8)
100. Se reposer à Shavouot (Lévitique 23,21)
101. Ne pas réaliser de travaux défendus à Shavouot   (Lévitique 23,21)
102. Se reposer à Rosh Hashana (Lévitique 23,24)
103. Ne pas réaliser de travaux prohibés à Rosh Hashana   (Lévitique 23,25)
104. Se reposer à Souccot (Lévitique 23,35)
105. Ne pas réaliser de travaux prohibés à Souccot (Lévitique 23,35)
106. Se reposer à Shmini Atzeret (Lévitique 23,36)
107. Ne pas réaliser de travaux défendus à Shmini Atzeret  (Lévitique 23,36)
108. Ne pas manger de Hametz l'après-midi du quatorzième jour de Nissan (Deutéronome 16,3)
109. Détruire tout Hametz le 14 Nissan  (Exode 12,15)
110. Ne pas manger de Hametz pendant les sept jours de la Pâque  (Exode 13,3)
111. Ne pas manger de mélanges contenant du Hametz pendant les sept jours de la Pâque  (Exode 12,20)
112. Ne pas voir de Hametz à son domaine (i.e son domicile) pendant les sept jours  (Exode 13,7)
113. Ne pas trouver de Hametz dans son domaine pendant les sept jours  (Exode 12,19)
114. Manger de la Matza la première nuit de la Pâque  (Exode 12,18)
115. Raconter l'Exode d'Égypte en cette nuit  (Exode 13,8)
116. Entendre le Shofar le premier jour de Tishri (Rosh Hashana)  ( 9,1)
117. Demeurer dans une Soukka pendant les sept jours de Souccot  (Lévitique 23,42)
118. Prendre (Balancer) un Loulav et un Etrog pendant les sept jours  (Lévitique 23,40)
119. Chaque homme doit donner un demi-shekel de façon annuelle  (Exode 30,13)
120. Les tribunaux doivent calculer le moment de la néoménie  (Exode 12,2)
121. S'affliger et implorer Dieu en temps de catastrophe  ( 10,9)
122. Epouser une femme au moyen d'une ketouba et des kiddoushin (Deutéronome 22,13)
123. S'abstenir de relations sexuelles avec des femmes qui n'ont pas été mariées de la sorte  (Deutéronome 23,18)
124. Ne pas priver sa femme d'aliments, vêtements et relations sexuelles  (Exode 21,10)
125. Avoir des enfants avec sa femme  (Genèse 1,28)
126. Divorcer au moyen d'un Guett (Deutéronome 24,1)
127. Un homme ne peut réépouser sa femme après qu'elle s'est mariée avec un autre  (Deutéronome 24,4)
128. Faire yibboum (épouser la veuve d'un frère mort sans descendance)  (Deutéronome 25,5)
129. Faire halitzah (libérer la veuve de son frère mort sans descendance du yibboum)  (Deutéronome 25,9)
130. La veuve ne peut se remarier tant que les liens qui la rattachent à son beau-frère n'ont pas été rompus  (Deutéronome 25,5)
131. Le tribunal doit infliger une amende à celui qui séduit sexuellement une vierge  (Exode 22,15-16)
132. Le violeur doit épouser la vierge (si elle le veut)  (Deutéronome 22,29)
133. Il ne lui sera jamais permis d'en divorcer  (Deutéronome 22,29)
134. Celui qui calomnie sa femme doit rester marié à elle  (Deutéronome 22,19)
135. Il ne peut divorcer d'elle  (Deutéronome 22,19)
136. Réaliser les lois de la Sotah (épreuve divine sur la femme soupçonnée d'adultère)  ( 5,30)
137. Ne pas  mettre d'huile sur son repas d'offrande (korban)  ( 5,15)
138. Ne pas mettre d'encens sur son korban  ( 5,15)
139. Ne pas avoir de relations sexuelles avec sa mère  (Lévitique 18,7)
140. Ne pas avoir de relations sexuelles avec l'épouse de son père  (Lévitique 18,8)
141. Ne pas avoir de relations sexuelles avec sa sœur  (Lévitique 18,9)
142. Ne pas avoir de relations sexuelles avec la fille de l'épouse de son père  (Lévitique 18,11)
143. Ne pas avoir de relations sexuelles avec la fille de son fils  (Lévitique 18,10)
144. Ne pas avoir de relations sexuelles avec sa fille   (Lévitique 18,10)
145. Ne pas avoir de relations sexuelles avec la fille de sa fille  (Lévitique 18,10)
146. Ne pas avoir de relations sexuelles avec une femme et sa fille  (Lévitique 18,17)
147. Ne pas avoir de relations sexuelles avec une femme et la fille de son fils  (Lévitique 18,17)
148. Ne pas avoir de relations sexuelles avec une femme et la fille de sa fille  (Lévitique 18,17)
149. Ne pas avoir de relations sexuelles avec la sœur de son père  (Lévitique 18,12)
150. Ne pas avoir de relations sexuelles avec la sœur de sa mère  (Lévitique 18,13)
151. Ne pas avoir de relations sexuelles avec l'épouse du frère de son père  (Lévitique 18,14)
152. Ne pas avoir de relations sexuelles avec sa bru (l'épouse de son fils)  (Lévitique 18,15)
153. Ne pas avoir de relations sexuelles avec la femme de son frère (sauf cas de yibboum, mais c'est un cas très particulier)  (Lévitique 18,16)
154. Ne pas avoir de relations sexuelles avec la sœur de son épouse  (Lévitique 18,18)
155. Un homme ne peut avoir de relations sexuelles avec une bête  (Lévitique 18,23)
156. Une femme ne peut avoir de relations sexuelles avec une bête   (Lévitique 18,23)
157. Ne pas avoir de relations homosexuelles (Lévitique 18,22)
158. Ne pas avoir de relations homosexuelles avec son père  (Lévitique 18,7)
159. Ne pas avoir de relations homosexuelles avec le frère de son père  (Lévitique 18,14)
160. Ne pas avoir de relations sexuelles avec la femme mariée à son prochain  (Lévitique 18,20)
161. Ne pas avoir de relations sexuelles avec une femme pendant son flux menstruel (Lévitique 18,19)
162. Ne pas contracter de mariage avec des non-juifs  (Deutéronome 7,3)
163. Ne pas laisser de mâles moabites ou ammonites contracter de mariage avec des Juifs  (Deutéronome 23,4)
164. Ne pas empêcher un Égyptien converti de troisième génération de contracter mariage avec des Juifs  (Deutéronome 23,8-9)
165. Ne pas s'interdire de contracter mariage avec un converti édomite de troisième génération  (Deutéronome 23,8-9)
166. Ne pas laisser un mamzer ("bâtard" -- un enfant né des unions d'une femme mariée avec un homme qui n'était pas son époux) contracter de mariage avec des Juifs (bien qu'il soit membre de la nation juive)  (Deutéronome 23,3)
167. Ne pas laisser un eunuque contracter de mariage avec des Juifs  (Deutéronome 23,2)
168. Ne pas offrir à Dieu d'animal (mâle) castré (Lévitique 22,24)
169. Le Cohen Gadol ne peut épouser une veuve  (Lévitique 21,14)
170. Le Cohen Gadol ne peut avoir de relations sexuelles avec une veuve, même en dehors du mariage  (Lévitique 21,15)
171. Le Cohen Gadol doit épouser une vierge (betoula)  (Lévitique 21,13)
172. Un Cohen ne peut épouser une divorcée  (Lévitique 21,7)
173. Un Cohen ne peut épouser une zona (une femme qui a eu une relation sexuelle prohibée)   (Lévitique 21,7)
174. Un Cohen ne peut épouser une 'hallala ("une personne désacrée") (membre ou produit d'une union interdite dans 169-172)  (Lévitique 21,7)
175. Ne pas avoir de contact procurant du plaisir (sexuel) avec une femme interdite  (Lévitique 18,6)
176. Examiner les signes (simanim) des animaux afin de distinguer entre animaux cashères et non-cachères (Lévitique 11,2)
177. Examiner les signes de la volaille afin de distinguer entre casher et non-casher  (Deutéronome 14,11)
178. Examiner les signes des poissons afin de distinguer entre casher et non-casher   (Lévitique 11,9)
179. Examiner les signes des locustes afin de distinguer entre casher et non-casher  (Lévitique 11,21)
180. Ne pas manger d'animaux non-cachères  (Lévitique 11,4)
181. Ne pas manger de volaille non-cachère  (Lévitique 11,13)
182. Ne pas manger de poissons non-cachères  (Lévitique 11,11)
183. Ne pas manger d'insectes volants non-cachères  (Deutéronome 14,19)
184. Ne pas manger de créatures non-cachères qui rampent sur le sol (rongeurs, reptiles…) (Lévitique 11,41)
185. Ne pas manger de larves non-cachères  (Lévitique 11,44)
186. Ne pas manger de vers trouvés dans les fruits au sol  (Lévitique 11,42)
187. Ne pas manger de créatures aquatiques autres que les poissons cachères  (Lévitique 11,43)
188. Ne pas manger la viande d'un animal qui n'a pas été tué par abattage rituel (Deutéronome 14,21)
189. Ne pas tirer bénéfice d'un taureau condamné à la lapidation  (Exode 21,28)
190. Ne pas manger la chair d'un animal qui a été mortellement blessé  (Exode 22,30)
191. Ne pas manger de membre arraché à une créature vivante   (Deutéronome 12,23)
192. Ne pas consommer de sang (Lévitique 3,17)
193. Ne pas manger certaines graisses des animaux purs  (Lévitique 3,17)
194. Ne pas manger le nerf sciatique  (Genèse 32,33)
195. Ne pas manger de viande et de lait cuits ensemble  (Exode 23,19)
196. Ne pas cuire viande et lait ensemble  (Exode 34,26)
197. Ne pas manger de pain provenant de la nouvelle récolte avant le Omer (Lévitique 23,14)
198. Ne pas manger de graines séchées provenant de la nouvelle récolte avant le Omer  (Lévitique 23,14)
199. Ne pas manger de graines mûries provenant de la nouvelle récolte avant le Omer  (Lévitique 23,14)
200. Ne pas manger de fruit d'un arbre pendant ses trois premières années  (Lévitique 19,23)
201. Ne pas manger diverses graines plantées dans un vignoble  (Deutéronome 22,9)
202. Ne pas manger de fruits n'ayant pas été soumis à la dîme  (Lévitique 22,15)
203. Ne pas boire de vin versé en libation aux idoles  (Deutéronome 32,38)
204. Abattre rituellement un animal avant de le consommer  (Deutéronome 12,21)
205. Ne pas abattre un animal et sa progéniture le même jour  (Lévitique 22,28)
206. Couvrir le sang (d'une bête ou volaille abattue) avec de la terre  (Lévitique 17,13)
207. Ne pas prendre la mère oiseau avec ses petits ou avec ses œufs  (Deutéronome 22,6)
208. Libérer la mère oiseau si elle a été prise du nid  (Deutéronome 22,7)
209. Ne pas jurer faussement au Nom de Dieu  (Lévitique 19,12)
210. Ne pas prononcer le Nom de Dieu en vain  (Exode 20,7)
211. Ne pas nier la possession de quelque chose qu'on vous a confié  (Lévitique 19,11)
212. Ne pas jurer afin de démentir une dette monétaire  (Lévitique 19,11)
213. Jurer au Nom de Dieu afin de confirmer la vérité lorsqu'estimé nécessaire par le tribunal (i.e prêter serment)  (Deutéronome 10,20)
214. Accomplir ce qui a été exprimé et faire ce qui a été avoué (i.e tenir sa parole et accomplir ses vœux)  (Deutéronome 23,24)
215. Ne pas rompre de serments ou de vœux ( 30,3)
216. Pour des serments et vœux annulés, il y a des lois explicites d'annulation des vœux dans la Torah  ( 30,3)
217. Le Nazir doit laisser pousser ses cheveux  ( 6,5)
218. Il ne peut se couper les cheveux  ( 6,5)
219. Il ne peut boire de vin, de mixtures contenant du vin, ou du vinaigre de vin  ( 6,3 )
220. Il ne peut manger de grappes fraîches  ( 6,3)
221. Il ne peut manger de raisins  ( 6,3)
222. Il ne peut manger de grains de raisin  ( 6,4)
223. Il ne peut manger de peaux de raisin  ( 6,4)
224. Il ne peut se trouver sous le même toit qu'un cadavre  ( 6,6)
225. Il ne peut venir en contact avec les morts  ( 6,7)
226. Il doit se raser après avoir apporté des sacrifices à la fin de sa période de naziréate   ( 6,9)
227. Estimer la valeur des gens en fonction comme il a été déterminé dans la Torah  (Lévitique 27,2)
228. Estimer la valeur des animaux consacrés  (Lévitique 27,12-13)
229. Estimer la valeur des bâtiments consacrés   (Lévitique 27,14)
230. Estimer la valeur des champs consacrés  (Lévitique 27,16)
231. Appliquer les lois d'interdiction de possession (herem)  (Lévitique 27,28)
232. Ne pas vendre à un herem (c'est-à-dire un excommunié)  (Lévitique 27,28)
233. Ne pas racheter le herem (Lévitique 27,28)
234. Ne pas planter diverses graines ensemble  (Lévitique 19,19)
235. Ne pas planter de grains or de légumes dans un vignoble  (Deutéronome 22,9)
236. Ne pas hybrider d'animaux  (Lévitique 19,19)
237. Ne pas faire travailler des animaux différents (i.e un cheval et un âne, un bœuf et un âne, etc.) ensemble  (Deutéronome 22,10)
238. Ne pas porter de chaatnez, un vêtement tissé de laine et de lin  (Deutéronome 22,11)
239. Laisser un coin du champ non taillé pour le pauvre  (Lévitique 19,10)
240. Ne pas moissonner ce coin  (Lévitique 19,9)
241. Laisser des glanures  (Lévitique 19,9)
242. Ne pas rassembler les glanures  (Lévitique 19,9)
243. Laisser les glanures d'un vignoble  (Lévitique 19,10)
244. Ne pas rassembler les glanures d'un vignoble  (Lévitique 19,10)
245. Laisser les raisins non formés en grappes  (Lévitique 19,10)
246. Ne pas cueillir les raisins non formés en grappes  (Lévitique 19,10)
247. Laisser les gerbes oubliées dans les champs  (Deutéronome 24,19)
248. Ne pas les récupérer  (Deutéronome 24,19)
249. Mettre à part la dîme pour le pauvre  (Deutéronome 14,28)
250. Donner la tzedaka (équivalent de la charité, mais beaucoup plus vaste)  (Deutéronome 15,8)
251. Ne pas refuser la tzedaka aux pauvres  (Deutéronome 15,7)
252. Réserver la Terouma Gedola (grande dîme pour les Cohanim)  (Deutéronome 18,4)
253. Le Lévite doit mettre à part un dixième de sa dîme  ( 18,26)
254. Ne pas présenter les dîmes l'une à côté de l'autre, mais les ranger dans l'ordre adéquat   (Exode 22,28)
255. Un non-Cohen ne peut manger la Terouma (Lévitique 22,10)
256. Un travailleur loué par le Cohen ou un "serf" juif de Cohen ne peut consommer la Terouma  (Lévitique 22,10)
257. Un Cohen incirconcis ne peut consommer la Terouma  (Exode 12,48)
258. Un Cohen impur ne peut consommer la Terouma  (Lévitique 22,4)
259. Une femme 'hallala ne peut consommer la Terouma  (Lévitique 22,12)
260. Séparer le Ma'asser (dîme) chaque année agricole et la donner aux Lévites ( 18,24)
261. Séparer la seconde dîme (Ma'asser Sheni)  (Deutéronome 14,22)
262. Ne dépenser son argent de (c'est-à-dire "consacré à la") rédemption que pour des nourritures, des boissons ou des huiles d'onction  (Deutéronome 26,14)
263. Ne pas manger le Ma'asser Sheni en état d'impureté  (Deutéronome 26,14)
264. Un endeuillé ne peut manger de Ma'asser Sheni au lendemain du décès  (Deutéronome 26,14)
265. Ne pas consommer les grains du Ma'asser Sheni en dehors de Jérusalem  (Deutéronome 12,17)
266. Ne pas consommer les produits provenant du vin du Ma'asser Sheni en dehors de Jérusalem  (Deutéronome 12,17)
267. Ne pas consommer l'huile du Ma'asser Sheni en dehors de Jérusalem   (Deutéronome 12,17)
268. La récolte de la quatrième année doit être entièrement consacrée à des causes saintes, comme le Ma'asser Sheni (Lévitique 19,24)
269. Lire la confession des dîmes chaque quatrième et septième année  (Deutéronome 26,13)
270. Placer les premiers fruits à part, et les apporter au Temple  (Exode 23,19)
271. Les Cohanim ne peuvent manger les premiers fruits hors de l'enceinte de Jérusalem (Deutéronome 12,17)
272. Lire la section de la Torah relative à leur présentation  (Deutéronome 26,5)
273. Réserver une portion de pâte pour le Cohen  ( 15,20)
274. Donner au Cohen l'épaule, deux joues et l'estomac des animaux abattus  (Deutéronome 18,3)
275. Donner le premier produit de la tonte des moutons au Cohen   (Deutéronome 18,4)
276. Racheter les aînés de sexe masculin en donnant de l'argent au Cohen  ( 18,15)
277. Racheter l'âne premier-né en donnant un agneau au Cohen  (Exode 13,13)
278. Briser la nuque de l'âne si son propriétaire n'a pas l'intention de le racheter  (Exode 13,13)
279. Laisser la terre se reposer durant l'année sabbatique (shemitta) -- qui tombe tous les sept ans -- en ne faisant aucun travail qui ne promeuve la croissance  (Exode 34,21)
280. Ne pas travailler la terre durant cette année  (Lévitique 25,4)
281. Ne pas travailler avec les arbres pour produire des fruits cette année  (Lévitique 25,4)
282. Ne pas déchirer la récolte qui pousse sauvagement (i.e les herbes, ou gerbes, folles) cette année de la façon ordinaire  (Lévitique 25,5)
283. Ne pas rassembler de grappes qui poussent sauvagement cette année de la façon ordinaire  (Lévitique 25,5)
284. Laisser tous les produits ayant poussé au cours de cette année  (Exode 23,11)
285. Abandonner tous les prêts durant la septième année  (Deutéronome 15,2)
286. Ne pas pressurer ni réclamer à l'emprunteur  (Deutéronome 15,2)
287. Ne pas s'abstenir de prêter immédiatement avant l'absolution des prêts, par crainte d'une perte financière  (Deutéronome 15,9)
288. Le Sanhédrin doit compter sept groupes de sept ans  (Lévitique 25,8)
289. Le Sanhédrin doit sanctifier la cinquantième année (le Jubilé) (Lévitique 25,10)
290. Faire sonner le Shofar le dixième jour de Tishri (de l'année du jubilé) afin de libérer les esclaves (Lévitique 25,9 )
291. Ne pas travailler la terre durant la cinquantième année  (Lévitique 25,11)
292. Ne pas cueillir de la façon habituelle ce qui pousse sauvagement la cinquantième année  (Lévitique 25,11)
293. Ne pas cueillir les grappes qui ont poussé librement la cinquantième année de la façon habituelle  (Lévitique 25,11)
294. Appliquer les lois des propriétés familiales vendues   (Lévitique 25,24)
295. Ne pas vendre une partie du sol d'Israël pour une durée indéfinie  (Lévitique 25,23)
296. Appliquer les lois des maisons dans les villes emmurées  (Lévitique 25,29)
297. La Tribu de Lévi ne peut recevoir de portion de la terre d'Israël, mais on leur attribue plutôt des villes pour y résider, définies dans   (Deutéronome 18,1)
298. Les Lévites ne peuvent prendre une part du butin de guerre  (Deutéronome 18,1)
299. Donner aux Lévites des villes pour y habiter, ainsi que les champs aux entours  ( 35,2)
300. Ne pas vendre ces champs : ils demeureront la propriété des Lévites avant et après l'année du Jubilé  (Lévitique 25,34)
301. Construire un Sanctuaire  (Exode 25,8)
302. Ne pas construire d'autel avec des pierres travaillées par le métal  (Exode 20,23)
303. Ne pas gravir les marches menant à l'autel  (Exode 20,26)
304. Montrer de la révérence au Temple  (Lévitique 19,30)
305. Surveiller l'aire du Temple  ( 18,2)
306. Ne pas laisser le Temple sans surveillance  ( 18,5)
307. Préparer l'huile d'onction  (Exode 30,31)
308. Ne pas reproduire l'huile d'onction  (Exode 30,32)
309. Ne pas oindre avec l'huile d'onction  (Exode 30,32)
310. Ne pas reproduire la formule de l'encens  (Exode 30,37)
311. Ne rien brûler sur l'Autel d'Or en dehors de l'encens (Exode 30,9)
312. Les Lévites doivent transporter l'Arche d'alliance sur leurs épaules   ( 7,9)
313. Ne pas retirer les barres de l'Arche  (Exode 25,15)
314. Les Lévites doivent travailler dans le Temple  ( 18,23)
315. Aucun Lévite ne peut remplir la tâche assignée à un Cohen ou un autre Lévite  ( 18,3)
316. Dédicacer (en Hébreu : lekahèn) le Cohen pour le service (du Temple) (Lévitique 21,8)
317. Les périodes de travail des Cohanim doivent être égales durant les jours saints  (Deutéronome 18,6-8)
318. Les Cohanim doivent porter la livrée sacerdotale durant le service  (Exode 28,2)
319. Ne pas déchirer la livrée sacerdotale  (Exode 28,32)
320. Le plastron du Cohen Gadol ne peut être détaché de l'Efod (Exode 28,28)
321. Un Cohen ne peut entrer dans le Temple intoxiqué  (Lévitique 10,9)
322. Un Cohen ne peut entrer dans le Temple avec des cheveux longs  (Lévitique 10,6)
323. Un Cohen ne peut entrer dans le Temple avec des habits déchirés  (Lévitique 10,6)
324. Un Cohen ne peut entrer dans le Temple de façon indiscriminée  (Lévitique 16,2)
325. Un Cohen ne peut quitter le Temple pendant son service  (Lévitique 10,7)
326. Éloigner les gens impurs du Temple  ( 5,2)
327. Les gens impurs ne peuvent entrer dans le Temple  ( 5,3)
328. Les gens impurs ne peuvent approcher de l'aire du Mont du Temple (Deutéronome 23,11)
329. Les Cohanim impurs ne peuvent servir dans le Temple  (Lévitique 22,2)
330. Un Cohen impur, après s'être immergé, doit attendre après le coucher du soleil avant de retourner servir  (Lévitique 22,7)
331. un Cohen doit laver ses mains et ses pieds avant le service  (Exode 30,19)
332. Un Cohen avec une disgrâce physique ne peut pénétrer dans le sanctuaire ni approcher l'autel   (Lévitique 21,23)
333. Un Cohen avec une disgrâce physique ne peut servir  (Lévitique 21,17)
334. Un Cohen avec une disgrâce temporaire ne peut servir  (Lévitique 21,17)
335. Qui n'est pas Cohen ne peut servir  ( 18,4)
336. N'offrir que des animaux ne présentant pas de disgrâce  (Lévitique 22,21)
337. Ne pas dédier sur l'autel un animal possédant une disgrâce  (Lévitique 22,20)
338. Ne pas l'abattre  (Lévitique 22,22)
339. Ne pas asperger de son sang  (Lévitique 22,24)
340. Ne pas brûler ses graisses  (Lévitique 22,22)
341. Ne pas offrir un animal possédant une disgrâce temporaire  (Deutéronome 17,1)
342. Ne pas sacrifier d'animaux possédant une disgrâce, même s'ils sont offerts par des non-juifs  (Lévitique 22,25)
343. Ne pas infliger de blessure à des animaux dédiés  (Lévitique 22,21)
344. Ne pas racheter des animaux dédiés qui ont été disqualifiés  (Deutéronome 12,15)
345. N'offrir des animaux que s'ils sont âgés d'au moins huit jours  (Lévitique 22,27)
346. Ne pas offrir d'animal acheté avec le salaire d'une courtisane ou l'animal échangé pour un chien  (Deutéronome 23,19)
347. Ne pas brûler de miel ou de levure sur l'autel  (Lévitique 2,11)
348. Saler tous les sacrifices  (Lévitique 2,13)
349. Ne pas oublier le sel des sacrifices  (Lévitique 2,13)
350. Appliquer la procédure de brûler l'offrande comme cela est prescrit dans la Torah  (Lévitique 1,3)
351. Ne pas manger sa chair  (Deutéronome 12,17)
352. Appliquer la procédure pour l'offrande expiatoire  (Lévitique 6,18)
353. Ne pas manger la chair de l'offrande pour le péché interne  (Lévitique 6,23)
354. Ne pas décapiter une volaille amenée comme sacrifice expiatoire  (Lévitique 5,8)
355. Appliquer la procédure pour le sacrifice de culpabilité  (Lévitique 7,1)
356. Les Cohanim doivent manger la viande du sacrifice dans le Temple  (Exode 29,33)
357. Les Cohanim ne peuvent manger la viande en dehors de la cour du Temple  (Deutéronome 12,17)
358. Un non-Cohen ne peut manger la viande du sacrifice  (Exode 29,33)
359. Suivre la procédure de l'offrande pour la paix  (Lévitique 7,11)
360. Ne pas manger la viande de sacrifices mineurs avant d'avoir aspergé le sang  (Deutéronome 12,17)
361. Apporter les offrandes de farine comme prescrit dans la Torah  (Lévitique 2,1)
362. Ne pas verser de l'huile sur les offrandes de farine des pécheurs  (Lévitique 5,11)
363. Ne pas verser d'encens sur les offrandes de farine des pécheurs  (Lévitique 3,11)
364. Ne pas manger l'offrande de farine du Grand Prêtre  (Lévitique 6,16)
365. Ne pas cuire l'offrande de farine avec du levain  (Lévitique 6,10)
366. Les Cohanim doivent manger les restes des offrandes de farine  (Lévitique 6,9)
367. Apporter toutes les offrandes, volontaires ou à la suite d'un vœu, au Temple dès le premier Festival à venir  (Deutéronome 12,5-6)
368. Ne pas s'abstenir d'effectuer un payement dû à tout vœu (quel qu'il soit)  (Deutéronome 23,22)
369. Offrir tous les sacrifices dans le Temple   (Deutéronome 12,11)
370. Apporter tous les sacrifices provenant hors d'Israël au Temple  (Deutéronome 12,26)
371. Ne pas abattre de sacrifices en dehors de la cour  (Lévitique 17,4)
372. Ne pas offrir de sacrifices en dehors de la cour  (Deutéronome 12,13)
373. Offrir deux agneaux chaque jour  ( 28,3)
374. Allumer un feu sur l'autel chaque jour  (Lévitique 6,6)
375. Ne pas éteindre ce feu  (Lévitique 6,6)
376. Retirer les cendres de l'autel chaque jour  (Lévitique 6,3)
377. Brûler de l'encens chaque jour  (Exode 30,7)
378. Allumer la Menorah chaque jour   (Exode 27,21)
379. Le Cohen Gadol ("Grand Prêtre") doit apporter une offrande de farine chaque jour  (Lévitique 6,13)
380. Apporter deux agneaux supplémentaires comme offrandes par le feu à  Shabbat ( 28,9)
381. Préparer le pain de proposition  (Exode 25,30)
382. Apporter des offrandes supplémentaires à Rosh Hodesh (la néoménie)  ( 28,11)
383. Apporter des offrandes supplémentaires à Pessa'h ( 28,19)
384. Offrir une poignée de la farine provenant de la nouvelle moisson de blé  (Lévitique 23,10)
385. Chaque homme doit décompter le 'Omer - sept semaines à partir du jour où la nouvelle offrande de blé a été apportée  (Lévitique 23,15)
386. Apporter des offrandes supplémentaires à Shavouot ( 28,26)
387. Apporter deux miches de pain pour accompagner les sacrifices précités   (Lévitique 23,17)
388. Apporter des offrandes supplémentaires à Rosh Hashana ( 29,2)
389. Apporter des offrandes supplémentaires à Yom Kippour ( 29,8)
390. Apporter des offrandes supplémentaires à Soukkot ( 29,13)
391. Apporter des offrandes supplémentaires à Shmini Atzeret ( 29,35)
392. Ne pas consommer des sacrifices devenus impropres (à l'usage) ou qui ne sont plus sans défaut  ( 14.3)
393. Ne pas consommer des sacrifices offerts avec des intentions impropres  (Lévitique 7,18)
394. Ne pas laisser les sacrifices au-delà du temps prescrit pour les manger  (Lévitique 22,30)
395. Ne pas consommer de ceux qui ont été laissés au-delà  (Lévitique 19,8)
396. Ne pas manger de sacrifices qui sont devenus impurs   (Lévitique 7,19)
397. Une personne impure ne peut consommer de sacrifices  (Lévitique 7,20)
398. Brûler les sacrifices non consommés dans les délais impartis  (Lévitique 7,17)
399. Brûler tous les sacrifices impurs  (Lévitique 7,19)
400. Suivre la procédure de Yom Kippour selon la séquence prescrite dans la Parasha A'harei Mot ("Après la mort des fils d'Aaron…")   (Lévitique 16,3)
401. Celui qui a profané une propriété doit repayer ce qu'il a profané plus un cinquième, et apporter un sacrifice  (Lévitique 5,16)
402. Ne pas travailler des animaux consacrés (Deutéronome 15,19)
403. Ne pas tondre la toison des animaux consacrés  (Deutéronome 15,19)
404. Abattre le sacrifice pascal au temps spécifié  (Exode 12,6)
405. Ne pas le sacrifier tant qu'on est en possession de levain  (Exode 23,18)
406. Ne pas laisser la graisse au-delà de la nuit  (Exode 23,18)
407. Abattre le second agneau pascal ( 9,11)
408. Manger l'agneau pascal avec la Matza et le Maror la nuit du 14 Nissan  (Exode 12,8)
409. Manger le second agneau pascal la nuit du 15 Iyar ( 9,11)
410. Ne pas manger la viande pascale crue ou bouillie  (Exode 12,9)
411. Ne pas faire la viande pascale avec les bêtes aux confins du groupe ("extérieures à ta maison")  (Exode 12,46)
412. Un apostat ne peut en manger  (Exode 12,43)
413. Un travailleur permanent ou journalier (loué à titre temporaire) ne peut en manger  (Exode 12,45)
414. Un mâle incirconcis ne peut en manger  (Exode 12,48)
415. Ne pas casser d'os de l'offrande pascale  (Exode 12,46)
416. Ne pas casser d'os de la seconde offrande pascale  ( 9,12)
417. Ne rien laisser de la viande de l'offrande pascale jusqu'au matin (Exode 12,10)
418. Ne rien laisser de la viande de la seconde offrande pascale jusqu'au matin  ( 9,12)
419. Ne pas laisser la viande de l'offrande du jour saint du 14 [Nissan] jusqu'au 16  (Deutéronome 16,4)
420. Être vu au Temple à Pessa'h, Shavouot, et Soukkot (Deutéronome 16,16)
421. Célébrer [dignement] ces trois Festivals (en apportant une offrande de paix)  (Exode 23,14)
422. Se réjouir lors de ces trois Festivals (en apportant une offrande de paix)  (Deutéronome 16,14)
423. Ne pas apparaître au Temple sans offrandes  (Deutéronome 16,16)
424. Ne pas se retenir de se réjouir, et de donner des présents, aux Lévites  (Deutéronome 12,19)
425. Assembler tout le peuple à Souccot après sept ans  (Deutéronome 31,12)
426. Réserver les animaux premiers-nés [à l'Éternel]  (Exode 13,12)
427. Les Cohanim ne peuvent manger d'animaux premiers-nés purs en dehors de Jérusalem  (Deutéronome 12,17)
428. Ne pas faire racheter le premier-né  ( 18,17)
429. Séparer la dîme d'animaux  (Lévitique 27,32)
430. Ne pas racheter la dîme  (Lévitique 27,33)
431. Toute personne doit apporter une offrande expiatoire (au Temple) pour sa transgression  (Lévitique 4,27)
432. Apporter un asham talouï (culpabilité "dépendante de [preuves]") lorsqu'on n'est pas certain de la culpabilité (qu'on pêche sans le savoir)  (Lévitique 5,17-18)
433. Apporter un asham vadaï (culpabilité sûre) lorsque la culpabilité est établie  (Lévitique 5,25)
434. Apporter une offrande oleh veyored (variable en importance) au Temple (si la personne est riche, un animal -- de bétail; s'il est pauvre, un oiseau ou une offrande de farine)  (Lévitique 5,7-11)
435. Le Sanhédrin doit apporter une offrande au Temple lorsqu'il a réglé en erreur ("en faisant contre l'un des commandements de l'Éternel des choses qui ne doivent point se faire")  (Lévitique 4,13)
436. Une femme qui a eu un épisode d'écoulement vaginal doit apporter une offrande au temple après avoir été au Mikvé [ce qu'on ne peut faire qu'à la fin de sa période d'impureté] (Lévitique 15,28-29)
437. Une femme qui a donné naissance doit apporter une offrande au Temple après avoir été au Mikvé  (Lévitique 12,6)
438. Un homme qui a eu un épisode d'écoulement (urinaire non naturel) doit apporter une offrande au Temple après avoir été au Mikvé  (Lévitique 15,13-14)
439. Un metzora doit offrir une offrande au Temple après avoir été au Mikvé  (Lévitique 14,10)
440. Ne pas substituer une autre bête à une réservée pour être sacrifiée  (Lévitique 27,10)
441. Le nouvel animal, ainsi que l'animal substitué, garde la consécration  (Lévitique 27,10)
442. Ne pas changer les animaux consacrés d'un type d'offrande avec un autre [ex : ne pas offrir un taureau quand il faut un bélier]  (Lévitique 27,26)
443. Appliquer les lois d'impureté des morts  ( 19,14)
444. Appliquer les procédures de la Génisse rousse (Para Adouma)  ( 19,2)
445. Appliquer les lois de l'eau d'aspersion (mei nidda)  ( 19,21)
446. Régler les lois de tzara'at humaines comme prescrit dans la Torah  (Lévitique 13,12)
447. Le metzora ne peut retirer ses signes d'impureté  (Deutéronome 24,8)
448. Le metzora ne peut raser les signes d'impureté dans ses cheveux  (Lévitique 13,33)
449. Le metzora doit rendre sa condition publique en déchirant ses vêtements, en laissant ses cheveux pousser et en couvrant ses lèvres  (Lévitique 13,45)
450. Appliquer les règles prescrites pour purifier le metzora (Lévitique 14,2)
451. Le metzora doit raser tous ses cheveux avant la purification  (Lévitique 14,9)
452. Appliquer les lois de tzara'at des vêtements  (Lévitique 13,47)
453. Appliquer les lois de tzara'at des maisons  (Lévitique 13,34)
454. Observer les lois d'impureté menstruelle  (Lévitique 15,19)
455. Observer les lois d'impureté causées par l'accouchement (Lévitique 12,2)
456. Observer les lois d'impureté causées par un épisode de flux (chez une femme) (Lévitique 15,25)
457. Observer les lois d'impureté causées par un épisode de flux chez un homme (irrégularité dans ou lors de l'éjaculation, ou sperme infecté)  (Lévitique 15,3)
458. Observer les lois d'impureté causées par un cadavre d'animal  (Lévitique 11,39)
459. Observer les lois d'impureté causées par les huit espèces de sheretz - les insectes (Lévitique 11,29)
460. Observer les lois d'impureté d'une émission séminale (éjaculation normale avec un sperme de qualité normale)  (Lévitique 15,16)
461. Observer les lois d'impureté concernant les aliments liquides et solides  (Lévitique 11,34)
462. Toute personne impure doit s'immerger dans un Mikvé pour devenir pure  (Lévitique 15,16)
463. Le tribunal doit juger des dégâts causés par un bœuf qui blesse avec ses cornes  (Exode 21,28)
464. Le tribunal doit juger des dégâts causés par un animal en train de manger  (Exode 22,4)
465. Le tribunal doit juger des dégâts causés par une citerne (un puits)  (Exode 21,33)
466. Le tribunal doit juger des dégâts causés par le feu  (Exode 22,5)
467. Ne pas voler de monnaie silencieusement  (Lévitique 19,11)
468. Le tribunal doit exécuter des mesures punitives contre le voleur  (Exode 21,37)
469. Tout individu doit s'assurer que ses poids et mesures sont exacts   (Lévitique 19,36 )
470. Ne pas commettre d'injustice avec les poids et mesures (plus exactement, pas de "deux poids deux mesures")  (Lévitique 19,35)
471. Ne pas être en possession de poids et mesures inexacts, quand bien même ils ne seraient pas destinés à l'usage  (Deutéronome 25,13)
472. Ne pas déplacer de bornes pour voler la propriété d'autrui  (Deutéronome 19,14)
473. Ne pas commettre de rapt  (Exode 20,13)
474. Ne pas ravir ouvertement (i.e avec violence)  (Lévitique 19,13)
475. Ne pas retenir les salaires ou manquer de repayer une dette  (Lévitique 19,13)
476. Ne pas convoiter ni projeter d'acquérir le bien d'un autre  (Exode 20,14)
477. Ne pas désirer les possessions d'un autre  (Deutéronome 5,18)
478. Rendre l'objet volé ou sa contre-valeur  (Lévitique 5,23)
479. Ne pas se détourner d'un objet perdu  (Deutéronome 22,3)
480. Rendre l'objet perdu  (Deutéronome 22,1)
481. Le tribunal doit exécuter des lois contre celui qui assaille un autre ou endommage sa propriété  (Exode 21,18)
482. Ne pas tuer  (Exode 20,13)
483. Ne pas accepter de rançon pour épargner le meurtrier  ( 35,31)
484. Le tribunal doit envoyer le meurtrier accidentel dans une ville de refuge  ( 35,25)
485. Ne pas accepter de rançon afin de ne pas être envoyé dans la ville de refuge  ( 35,32)
486. Ne pas tuer le meurtrier avant que son procès ne se soit tenu  ( 35,12)
487. Sauver un individu poursuivi, fût-ce en prenant la vie du poursuivant  (Deutéronome 25,12)
488. Ne pas prendre le poursuivant en pitié  ( 35,12)
489. Ne pas se tenir inactif si la vie d'une personne est en danger  (Lévitique 19,16)
490. Désigner des villes de refuge et préparer des routes pour y accéder  (Deutéronome 19,3)
491. Briser la nuque d'une génisse dans la rivière d'une vallée à la suite d'un meurtre non résolu  (Deutéronome 21,4)
492. Ne pas travailler ni planter en cette rivière de vallée  (Deutéronome 21,4)
493. Ne pas permettre que des trappes et obstacles subsistent sur ta propriété  (Deutéronome 22,8)
494. Faire une balustrade autour des toits plats  (Deutéronome 22,8)
495. Ne pas placer une pierre d'achoppement devant un aveugle -- Lifnei iver (ne pas donner d'avis nuisible)   (Lévitique 19,14)
496. Aider autrui à retirer le fardeau d'une bête qui ne peut plus le porter  (Exode 23,5)
497. Aider autrui à charger leurs bêtes  (Deutéronome 22,4)
498. Ne pas laisser autrui éperdu avec son fardeau (mais l'aider à charger ou décharger)  (Deutéronome 22,4)
499. Acheter et vendre en fonction des lois de la Torah  (Lévitique 25,14)
500. Ne pas surcharger ou sous-payer pour un article  (Lévitique 25,14)
501. Ne pas insulter ou blesser quiconque par des paroles  (Lévitique 25,17)
502. Ne pas frauder sur la monnaie avec un converti sincère  (Exode 22,20)
503. Ne pas blesser ou offenser un converti sincère par des paroles  (Exode 22,20)
504. Acheter un esclave hébreu en accord avec les lois prescrites  (Exode 21,2)
505. Ne pas le vendre comme un esclave est vendu  (Lévitique 25,42)
506. Ne pas le faire travailler oppressivement  (Lévitique 25,43)
507. Ne pas autoriser un Gentil à le faire travailler oppressivement  (Lévitique 25,53)
508. Ne pas lui donner de travail domestique (inférieur)  (Lévitique 25,39)
509. Lui donner des présents lorsqu'il s'affranchit  (Deutéronome 15,14)
510. Ne pas le renvoyer les mains vides  (Deutéronome 15,13)
511. Racheter les servantes juives  (Exode 21,8)
512. Fiancer la servante juive  (Exode 21,8)
513. Le maître ne peut vendre sa servante  (Exode 21,8)
514. Les esclaves canaanites doivent travailler pour toujours à moins d'être blessés en un de leurs membres  (Lévitique 25,46)
515. Ne pas extrader un esclave ayant fui vers la terre d'Israël (biblique)  (Deutéronome 23,16)
516. Ne pas faire de tort à un esclave qui est venu en Israël pour y trouver refuge  (Deutéronome 23,16)
517. Les tribunaux doivent appliquer les lois d'un travailleur et d'un garde loué (d'un journalier ou intérimaire et d'un mercenaire)  (Exode 22,9)
518. Payer les salaires le jour où ils ont été gagnés  (Deutéronome 24,15)
519. Ne pas retarder le paiement des salaires au-delà du terme conclu  (Lévitique 19,13)
520. Le travailleur loué peut manger des moissons non récoltées où il travaille  (Deutéronome 23,25)
521. Le travailleur ne doit pas manger pendant son temps de travail  (Deutéronome 23,26)
522. Le travailleur ne doit pas prendre plus qu'il ne peut manger  (Deutéronome 23,25)
523. Ne pas museler un bœuf tandis qu'il laboure  (Deutéronome 25,4)
524. les tribunaux doivent appliquer les lois de l'emprunteur  (Exode 22,13)
525. Les tribunaux doivent appliquer les lois d'une garde impayée  (Exode 22,6)
526. Prêter au pauvre et au destitué  (Exode 22,24)
527. Ne pas les presser pour le paiement si l'on sait qu'ils ne l'ont pas  (Exode 22,24)
528. Presser l'idolâtre pour le paiement  (Deutéronome 15,3)
529. Le créditeur ne peut prendre les gages par la force  (Deutéronome 24,10)
530. Rendre les gages au débiteur lorsqu'il en a besoin  (Deutéronome 24,13)
531. Ne pas retarder sa restitution lorsqu'elle est nécessaire  (Deutéronome 24,12)
532. Ne pas demander de gages à une veuve  (Deutéronome 24,17)
533. Ne pas demander en gage des ustensiles nécessaires à la préparation de nourriture (Deutéronome 24,6)
534. Ne pas prêter à intérêt  (Lévitique 25,37)
535. Ne pas emprunter à intérêt  (Deutéronome 23,20)
536. Ne pas faire l'intermédiaire dans un prêt à intérêt comme garant, témoin ou rédacteur de la reconnaissance de dette  (Exode 22,24)
537. Prêter et emprunter aux idolâtres avec intérêt  (Deutéronome 23,20)
538. Les tribunaux doit appliquer les lois du plaignant, admettant ou niant (Exode 22,8)
539. Appliquer les lois sur l'ordre d'héritage  ( 27,8)
540. Désigner des juges  (Deutéronome 16,18)
541. Ne pas désigner de juges qui ne sont pas familiers avec une procédure judiciaire  (Deutéronome 1,17)
542. Décider par la majorité en cas de désaccord  (Exode 23,2)
543. Le tribunal ne peut exécuter par la majorité d'une voix; une majorité d'au moins deux est requise  (Exode 23,2)
544. Un juge  qui a présenté un appel à l'acquittement ne peut présenter un argument de culpabilité dans des affaires capitales  (Deutéronome 23,2)
545. Les tribunaux doivent faire appliquer la peine de mort par lapidation  (Deutéronome 22,24)
546. Les tribunaux doivent faire appliquer la peine de mort par crémation  (Lévitique 20,14)
547. Les tribunaux doivent faire appliquer la peine de mort par l'épée  (Exode 21,20)
548. Les tribunaux doivent faire appliquer la peine de mort par strangulation  (Lévitique 20,10)
549. Les tribunaux doivent pendre les personnes condamnées à la lapidation pour blasphème ou idolâtrie  (Deutéronome 21,22)
550. Enterrer l'exécuté le jour de son exécution  (Deutéronome 21,23)
551. Ne pas retarder l'inhumation au-delà de la nuit  (Deutéronome 21,23)
552. Le tribunal ne peut laisser vivre le sorcier  (Exode 22,17)
553. Le tribunal doit flageller le fauteur  (Exode 25,2)
554. Le tribunal ne peut dépasser le nombre de coups de fouet prescrit  (Deutéronome 25,3)
555. Le tribunal ne peut tuer qui que ce soit sur base de preuves circonstancielles  (Exode 23,7)
556. Le tribunal ne peut punir quelqu'un qui a été contraint de commettre un crime  (Deutéronome 22,26)
557. Un juge ne doit pas avoir pitié de l'assassin ou du violeur lors du procès  (Deutéronome 19,13)
558. Un juge ne doit pas avoir pitié du pauvre homme lors du procès  (Lévitique 19,15)
559. Un juge ne doit pas respecter le grand homme lors du procès  (Lévitique 19,15)
560. Un juge ne peut décider injustement (arbitrairement) de l'affaire d'un transgresseur habituel  (Exode 23,6)
561. Un juge ne peut pervertir la justice  (Lévitique 19,15)
562. Un juge ne peut pervertir une affaire impliquant un converti ou un orphelin  (Deutéronome 24,17)
563. Juger justement  (Lévitique 19,15)
564. Le juge ne peut craindre un homme violent lors du jugement  (Deutéronome 1,17)
565. Les juges ne peuvent accepter de pots-de-vin  (Exode 23,8)
566. Les juges ne peuvent accepter de témoignage que si les deux parties sont présentes  (Exode 23,1)
567. Ne pas maudire les juges  (Exode 22,27)
568. Ne pas maudire la personne à la tête de l'État ou celui qui dirige le Sanhédrin  (Exode 22,27)
569. Ne pas maudire un Juif vertueux  (Lévitique 19,14)
570. Chacun connaissant une preuve doit témoigner devant le tribunal  (Lévitique 5,1)
571. Interroger le témoin prudemment  (Deutéronome 13,15)
572. Un témoin ne peut servir comme juge dans des crimes capitaux  (Deutéronome 19,17)
573. Ne pas accepter le témoignage d'un témoin isolé  (Deutéronome 19,15)
574. Les transgresseurs ne peuvent témoigner  (Exode 23,1)
575. Les parents au premier degré des partenaires du litige ne peuvent témoigner  (Deutéronome 24,16)
576. Ne pas porter de faux témoignage  (Exode 20,13)
577. Punir les faux témoins comme ils ont tenté de punir celui qui se défend  (Deutéronome 19,19)
578. Agir selon le jugement rendu par le Sanhédrin (Deutéronome 17,11)
579. Ne pas dévier de la parole du Sanhédrin  (Deutéronome 17,11)
580. Ne pas ajouter de commandements à la Torah ou à leurs explications orales  (Deutéronome 13,1)
581. Ne pas retrancher de commandements à la Torah, en totalité ou en partie  (Deutéronome 13,1)
582. Ne pas maudire son père et sa mère  (Exode 21,17)
583. Ne pas frapper son père et sa mère  (Exode 21,15)
584. Respecter son père et sa mère  (Exode 20,12)
585. Révérer (craindre) son père et sa mère  (Lévitique 19,3)
586. Ne pas être un fils rebelle  (Deutéronome 21,18)
587. Porter le deuil  pour ses proches (parents au premier degré et conjoint)  (Lévitique 10,19)
588. Le Grand Prêtre ne peut se rendre impur pour aucun proche  (Lévitique 21,11)
589. Le Grand Prêtre ne peut se tenir sous le même toit qu'un cadavre  (Lévitique 21,11)
590. Un Cohen ne peut se rendre impur (en allant aux enterrements ou au cimetière) pour personne sauf sa famille  (Lévitique 21,1)
591. Élire un roi pour Israël  (Deutéronome 17,15)
592. Ne pas élire un converti  (Deutéronome 17,15)
593. Le roi ne doit pas avoir trop d'épouses  (Deutéronome 17,17)
594. Le roi ne doit pas avoir trop de chevaux  (Deutéronome 17,16)
595. Le roi ne doit pas avoir trop d'argent et d'or  (Deutéronome 17,17)
596. Détruire les sept nations canaanites (Deutéronome 20,17)
597. N'en laisser aucun vivant  (Deutéronome 20,16)
598. Effacer les descendants d'Amalek (Deutéronome 25,19)
599. Se souvenir de ce qu'Amalek fit aux Enfants d'Israël  (Deutéronome 25,17)
600. Ne pas oublier les atrocités d'Amalek et son embuscade lors du trajet dans le désert depuis l'Égypte  (Deutéronome 25,19)
601. Ne pas établir sa demeure permanente en Égypte  (Deutéronome 17,16)
602. Proposer aux habitants d'une cité en état de siège des accords de paix, et les traiter comme l'ordonne la Torah s'ils acceptent ces traités  (Deutéronome 20,10)
603. Ne pas offrir de traité de paix à Ammon ni Moab lorsqu'on les assiège  (Deutéronome 23,7)
604. Ne pas détruire d'arbre fruitier même lors de siège  (Deutéronome 20,19)
605. Préparer des latrines à l'écart des campements   (Deutéronome 23,13)
606. Préparer une pelle pour que chaque soldat puisse creuser  (Deutéronome 23,14)
607. Désigner un prêtre pour parler avec les soldats durant la guerre  (Deutéronome 20,2)
608. Celui qui a pris une épouse, construit une nouvelle maison, ou planté une vigne se voit accorder un an pour jouir de ses possessions  (Deutéronome 24,5)
609. Ne leur demander aucune participation, ni communautaire, ni militaire  (Deutéronome 24,5)
610. Ne pas paniquer ni se retirer lors d'une bataille  (Deutéronome 20,3)
611. Observer les lois de la belle captive  (Deutéronome 21,11)
612. Ne pas la vendre en esclavage  (Deutéronome 21,14)
613. Ne pas la garder en servitude après avoir eu des rapports sexuels avec elle  (Deutéronome 21,14)

## Commentaires
L'œuvre a fait l'objet de nombreux commentaires, dont le plus important est celui de Nahmanide (Hassaguot haRamban), inclus dans les rééditions du Sefer Hamitzvot en tant qu'entité autonome. Il y est souvent adjoint le comput de Nahmanide, indiquant les commandements qui auraient mérité selon lui d'être inclus dans la liste, et ceux qui n'auraient pas dû l'être. D'autres commentaires fréquemment consultés sont le Meguilat Estherd'Isaac de León, le Lev Samea'h (Cœur Joyeux) et Kin'at Sofrim (Trésor des Scribes).

## Influence
Cette œuvre est considérée comme l'autorité majeure en matière de comput de prescriptions, et de nombreuses œuvres ultérieures se réfèrent à son énumération (avec, parfois, des variations mineures).